# Mandriva Linux
Mandriva Linux, voorheen bekend onder de naam Mandrake Linux, was een populaire Linuxdistributie. 

## Geschiedenis
Op vrijdag 8 april 2005 werd de naam Mandriva bekendgemaakt als de nieuwe naam van de gefuseerde bedrijven Conectiva en Mandrakesoft. Hiermee kwam tevens een einde aan de juridische strijd met Hearst Corporation, die beweerde rechten te hebben op de naam 'Mandrake'
De eerste versie was gebaseerd op Red Hat Linux (versie 5.1) en KDE (versie 1.0) in juli 1998. Sindsdien wordt het los van Red Hat ontwikkeld en is er een aantal nieuwe hulpprogramma's toegevoegd die de configuratie van het systeem vereenvoudigen. Mandriva Linux (destijds onder de naam Mandrake Linux) is begonnen door Gaël Duval, die ook medeoprichter van Mandrakesoft (nu Mandriva) was.
De toekomst van Mandriva Linux werd onzeker vanwege financiële problemen. Op 17 mei 2012 werd echter duidelijk dat het Mandrivaproject zou blijven voortbestaan en geleid zou worden door de gemeenschap van Mandriva Linux. Nadat ontwikkelaar Mandriva in 2015 werd  geliquideerd, stopte de ontwikkeling van Mandriva Linux alsnog. Op 27 mei 2015 werd Mandriva failliet verklaard, waarna de software niet meer was te verkrijgen via de normale kanalen.
De visie van Mandriva Linux leeft echter nog steeds voort, doordat er meerdere Linux-distributies zijn die hun oorsprong vinden in Mandriva Linux. De bekendste doorontwikkelingen van Mandriva Linux zijn: Mageia, ROSA Linux, PCLinuxOS en OpenMandriva Lx.

## Bijzonderheden

### Eigen programma's
Mandriva (en voorheen Mandrake) heeft een groot aantal eigen programma's ontworpen voor configuratie en systeembeheer. Zo is het Mandriva Control Center het programma voor systeembeheer. Andere programma's hebben vaak een naam met Drak- of Drake-; zo is bijvoorbeeld DiskDrake het programma om partities te bewerken en drakconnect voor netwerkconfiguratie.

### Software
De Mandriva Linux-distributie bevat enkele duizenden softwarepakketten, waaronder vele spelletjes, kantoorsoftware, serversoftware en internetprogramma's.
Voor het installeren, beheren, verwijderen en updaten van programma's wordt het programma urpmi gebruikt. Urpmi maakt gebruik van RPM-pakketten om programma's te installeren.

### Werkomgevingen
Mandriva Linux is afgestemd om KDE of GNOME als standaard grafische werkomgeving te gebruiken, maar bevat ook andere zoals IceWM, Blackbox, Window Maker en Xfce. Een thema met de naam "Mandrakegalaxy" zorgt ervoor dat toepassingen er grafisch consistent uitzien, sinds versie 2007 is er een nieuw standaard thema genaamd "La Ora", hoewel "Mandrakegalaxy" een optie blijft.

## Vertaling
Mandriva Linux is geheel of gedeeltelijk beschikbaar in 74 talen, waaronder Nederlands. De Nederlandse vertaling wordt verzorgd door het Nederlandse vrije software-vertaalproject.

## Ondersteuning
Betaalde ondersteuning van Mandriva Linux wordt geleverd via de MandrivaExpert-website.
Er bestaat een levendige Mandriva Linux-community die vaak ook in staat is om uitkomst te bieden bij problemen. Deze community is te vinden op diverse webfora en discussielijsten, alsmede op het IRC-kanaal #mandriva op het freenode-netwerk.

## Edities
- Mandriva One: Een installeerbare live-cd met closedsource-stuurprogramma's en codecs. Verkrijgbaar in een GNOME- en KDE-editie.
- Mandriva Free: Een dvd-editie die zeer veel softwarepakketten bevat, maar geen enkel dat niet open source is.
- Mandriva Powerpack: Een betaalde dvd-editie bedoeld voor de zakelijke markt. Bevat, in tegenstelling tot de Free, wel closedsourcesoftwarepakketten.

## Ontwikkeling
De versie van Mandriva Linux die momenteel in ontwikkeling is, heet Cooker. Het ontwikkelproces is open en eenieder kan meehelpen bij de ontwikkeling ervan. Communicatie geschiedt voornamelijk via de cooker-e-maillijst en het IRC-kanaal #mandriva-cooker op het Freenode-netwerk.

### Tot nu toe verschenen
| Jaar | Versienummer | Naam      |
| ---- | ------------ | --------- |
| 1998 | 5.1          | Venice    |
| 1998 | 5.2          | Leeloo    |
| 1999 | 5.3          | Festen    |
| 1999 | 6.0          | Venus     |
| 1999 | 6.1          | Helios    |
| 2000 | 7.0          | Air       |
| 2000 | 7.1          | Helium    |
| 2001 | 7.2          | Ulysse    |
| 2001 | 8.0          | Traktopel |
| 2002 | 8.2          | Bluebird  |
| 2002 | 9.0          | Dolphin   |
| 2003 | 9.1          | Bamboo    |
| 2003 | 9.2          | FiveStar  |
| 2004 | 10.0         | Community |
| 2004 | 10.0         | Official  |
| 2004 | 10.1         | Community |
| 2004 | 10.1         | Official  |
| N/A  | N/A          | Cooker    |

| Jaar | Versienummer | Naam                       |
| ---- | ------------ | -------------------------- |
| 2005 | 2005         | Limited Edition            |
| 2005 | 2006         | Mandriva Linux 2006        |
| 2006 | 2007         | Mandriva Linux 2007        |
| 2007 | 2007.1       | Mandriva Linux 2007 Spring |
| 2007 | 2008         | Mandriva Linux 2008        |
| 2008 | 2008.1       | Mandriva Linux Spring 2008 |
| 2008 | 2009         | Mandriva Linux 2009        |
| 2009 | 2009.1       | Mandriva Linux 2009 Spring |
| 2009 | 2010         | Mandriva Linux 2010        |